# Rasošky
Rasošky (německy Rasoschek) jsou obec v okrese Náchod v Královéhradeckém kraji. Žije zde 706 obyvatel.

## Historie
Vesnice byla založena pro obyvatele střední části vesnice Ples, zaniklé v důsledku stavby pevnosti Ples (od 1793 Josefov). Ke stavbě prvních domů zřejmě došlo v letech 1780–1781. Ve východním sousedství vznikl stejným způsoben Nový Ples. Ves byla založena kolem obdélné návsi. Pravděpodobně dodatečně vznikly ve střední a severní části dnešní obce dvě další jednostranně zastavěné ulice (Chalupy a Lumera). Při silnici k Vlkovu vznikla v 1. polovině 19. století hospoda, která již nefunguje. Obyvatelé byli přidruženi k vesnici Jasenná, hřbitov byl vymezen u kaple sv. Huberta na Starém Plese, nynější hřbitov severně od obce byl založen až na konci 19. století. Ves nese název lesa, vykáceného při stavbě pevnosti.

## Obyvatelstvo
| Rok            | 1869 | 1880 | 1890 | 1900 | 1910 | 1921 | 1930 | 1950 | 1961 | 1970 | 1980 | 1991 | 2001 | 2011 | 2021 |
| -------------- | ---- | ---- | ---- | ---- | ---- | ---- | ---- | ---- | ---- | ---- | ---- | ---- | ---- | ---- | ---- |
| Počet obyvatel | 792  | 860  | 899  | 945  | 984  | 836  | 856  | 610  | 628  | 635  | 617  | 521  | 551  | 643  | 672  |
| Počet domů     | 104  | 116  | 118  | 124  | 138  | 134  | 169  | 192  | 189  | 186  | 180  | 208  | 210  | 226  | 241  |

## Obecní správa
V letech 1850–1889 Rasošky patřily jako osada obce k Plesu v okrese Dvůr Králové. Od roku 1890 jsou obcí v okrese Dvůr Králové nad Labem (1900–1930), poté v okrese Jaroměř (1950) a později v okrese Náchod.

### Části obce
- Rasošky
- Dolní Ples t. Vodní Ples

### Obecní symboly
Znak a vlajka byly obci uděleny rozhodnutím předsedy Poslanecké sněmovny Parlamentu České republiky dne 8. listopadu 2016.

## Pamětihodnosti
- Starý vojenský hřbitov pevnosti Josefov severně od obce, západně od silnice k Josefovu. Vznikl roku 1790 současně s pevností jako pohřebiště vojáků i civilních obyvatel města. Sloužil i pro pohřbívání zemřelých vojenských zajatců (Francouzi 1813, Italové 1849, Turci 1912, Rusové 1914–1918). Na hřbitově cenný soubor klasicistních a pseudoslohových náhrobníků a pomníků z 19. a 20. století. Nejstarší náhrobník z roku 1808 (Kateřina Rumpelmayerová). Hřbitov byl dvakrát rozšířen za 1. světové války. Pomník ruských zajatců zemřelých za 1. světové války vznikl podle návrhu ruského sochaře Suškina. Starší část rozšíření hřbitova upravena v roce 2012 nákladem ruského státu, přitom zanikly původní rovy.